# Првенство четири нације у рагбију тринаест
Првенство четири нације у рагбију тринаест (енгл. Rugby League Four Nations) је спортски турнир у коме се такмиче рагби 13 репрезентације.  У досадашњој историји највеће успехе су забележили Аустралија и Нови Зеланд.  Рагби 13 репрезентација Србије није никада учестовала у овом такмичењу.

## Историја
Од 1999. до 2006. одржавало се Првенство три нације, а учествовали су Аустралија, Нови Зеланд и Велика Британија. Прва сезона Првенства четири нације је одржана у Француској и Енглеској 2009. Аустралија и Нови Зеланд су били домаћини турнира 2010.

### Учинак репрезентација
- Самоа  - једно учешће.
- Папуа Нова Гвинеја  - једно учешће.
- Шкотска  - једно учешће.
- Велс  - једно учешће.
- Француска  - једно учешће.
- Енглеска   - пет учешћа, два пута финалиста.
- Нови Зеланд  - пет учешћа, две титуле, један пут вицепрвак.
- Аустралија  - пет учешћа, три титуле, два пута вицепрвак.

### Хронологија

#### Првенство четири нације 2009.
Француска и Енглеска су били домаћини прве сезоне. Учествовали су Француска, Енглеска, Аустралија и Нови Зеланд. Титулу је освојила Аустралија пошто је у финалу убедљиво победила Енглеску 46-16 на стадиону Еланд роуд у Лидсу.
|   | Селекција   | ИГ | П | Н | И | ПД | ПП  | ПР   | Б |
| - | ----------- | -- | - | - | - | -- | --- | ---- | - |
| 1 | Аустралија  | 3  | 2 | 1 | 0 | 88 | 40  | +48  | 5 |
| 2 | Енглеска    | 3  | 2 | 0 | 1 | 70 | 50  | +20  | 4 |
| 3 | Нови Зеланд | 3  | 1 | 1 | 1 | 94 | 52  | +42  | 3 |
| 4 | Француска   | 6  | 0 | 0 | 3 | 28 | 138 | -110 | 0 |

Финале Енглеска - Аустралија 16-46

#### Првенство четири нације 2010.
Аустралија и Нови Зеланд су били домаћини друге сезоне. Учествовали су Папуа Нова Гвинеја, Енглеска, Аустралија и Нови Зеланд. Титулу је освојио Нови Зеланд, пошто је у финалу победио Аустралију у Бризбејну резултатом 12-16.
|   | Селекција          | ИГ | П | Н | И | ПД  | ПП  | ПР   | Б |
| - | ------------------ | -- | - | - | - | --- | --- | ---- | - |
| 1 | Аустралија         | 3  | 3 | 0 | 0 | 110 | 34  | +76  | 6 |
| 2 | Нови Зеланд        | 3  | 2 | 0 | 1 | 120 | 56  | +64  | 4 |
| 3 | Енглеска           | 3  | 1 | 1 | 1 | 60  | 68  | -8   | 2 |
| 4 | Папуа Нова Гвинеја | 6  | 0 | 0 | 3 | 22  | 154 | -132 | 0 |

Финале Аустралија - Нови Зеланд 12-16

#### Првенство четири нације 2011.
Велс и Енглеска су били домаћини треће сезоне. Учествовали су Велс, Енглеска, Аустралија и Нови Зеланд. Титулу је освојила Аустралија, након што је у финалу, у Лидсу победила Енглеску резултатом 8-30.
|   | Селекција   | ИГ | П | Н | И | ПД  | ПП  | ПР   | Б |
| - | ----------- | -- | - | - | - | --- | --- | ---- | - |
| 1 | Аустралија  | 3  | 3 | 0 | 0 | 118 | 46  | +72  | 6 |
| 2 | Енглеска    | 3  | 2 | 0 | 1 | 90  | 46  | +44  | 4 |
| 3 | Нови Зеланд | 3  | 1 | 0 | 2 | 54  | 54  | 0    | 2 |
| 4 | Велс        | 3  | 0 | 0 | 3 | 18  | 134 | -116 | 0 |

Финале Енглеска - Аустралија 8-30

#### Првенство четири нације 2014.
Аустралија и Нови Зеланд су били домаћини четврте сезоне. Учествовали су Самоа, Енглеска, Аустралија и Нови Зеланд. Титулу је освојио Нови Зеланд. Кивији су у финалу победили комшије Аустралијанце резултатом 22-18.
|   | Селекција   | ИГ | П | Н | И | ПД | ПП | ПР  | Б |
| - | ----------- | -- | - | - | - | -- | -- | --- | - |
| 1 | Нови Зеланд | 3  | 3 | 0 | 0 | 60 | 38 | +22 | 6 |
| 2 | Аустралија  | 3  | 2 | 0 | 1 | 72 | 60 | +12 | 4 |
| 3 | Енглеска    | 3  | 1 | 0 | 2 | 58 | 58 | 0   | 2 |
| 4 | Самоа       | 6  | 0 | 0 | 3 | 56 | 90 | -34 | 0 |

Финале Нови Зеланд - Аустралија 22-18

#### Првенство четири нације 2016.
Енглеска је била домаћин пете сезоне. Учествовали су Шкотска, Енглеска, Аустралија и Нови Зеланд. Титулу је освојила Аустралија. Кангароси су у финалу победили Новозеланђане резултатом 34-8 на стадиону Енфилд у Ливерпулу.
|   | Селекција   | ИГ | П | Н | И | ПД  | ПП  | ПР  | Б |
| - | ----------- | -- | - | - | - | --- | --- | --- | - |
| 1 | Аустралија  | 3  | 3 | 0 | 0 | 104 | 38  | +66 | 6 |
| 2 | Нови Зеланд | 3  | 1 | 1 | 1 | 43  | 48  | -5  | 3 |
| 3 | Енглеска    | 3  | 1 | 0 | 2 | 72  | 65  | +7  | 2 |
| 4 | Шкотска     | 3  | 0 | 1 | 2 | 42  | 110 | -68 | 1 |

Финале Аустралија - Нови Зеланд 34-8

## Систем такмичења
У групној фази такмичења играо је свако против свакога. Два бода су се добијала за победу и један за нерешено.

### Квалификације
Аустралија, Нови Зеланд и Енглеска су били стални учесници, док се четврта селекција мењала из сезоне у сезону. Када се турнир одржавао у Европи, учествовао је победник Европског првенства. Када се такмичење одржавало на Јужној полулопти, учествовала је репрезентација која је победила у Пацифичком купу.

## Спонзори
Спонзори Првенства четири нације су били Џилет и кладионица Ледброукс.

## Стадиони

### Француска
- Стадион Себастијан Шарлети - Париз
- Стадион Ернест Валон - Тулуз

### Аустралија
- Ленг парк - Бризбејн
- Ами парк - Мелбурн
- Стадион Волонгонг - Волонгонг
- Стадион Парамата - Сиднеј

### Нови Зеланд
- Иден парк - Окланд
- Регионални стадион у Велингтону - Велингтон
- Стадион Форсит Бар - Данидин
- Стадион Роторуа - Роторуа
- Окара парк - Вангареји

### Енглеска
- Рејкекурс граунд - Врексам
- Крејвен парк - Хал
- Дервент парк - Воркингтон
- Стадион Роторуа - Роторуа
- Ли спортс вилиџ - Ли
- Кипмоут стадион - Донкастер
- Твикенхајм стоп - Лондон
- Хеливејл џонс - Ворингтон
- Рико Арена - Ковентри
- Стадион ДВ - Виган
- КЦ Стадион - Хал
- Стадион Лондон - Лондон
- Стадион Кирклес - Хадерсфилд
- Еланд роуд - Лидс
- Стадион Вембли - Лондон

## Публика
Првенство четири нације је изазвало велико интересовање код љубитеља рагбија 13 у државама, где је тај спорт заступљен. Рекордна посета је забележена на утакмици Аустралија - Нови Зеланд у Бризбејну када је било преко 47 000 људи на стадиону.
- Првенство четири нације 2009. - Просечна посета 16 000 гледалаца по утакмици.
- Првенство четири нације 2010. - Просечна посета 19 000 гледалаца по утакмици.
- Првенство четири нације 2011. - Просечна посета 18 000 гледалаца по утакмици.
- Првенство четири нације 2014. - Просечна посета 20 000 гледалаца по утакмици.
- Првенство четири нације 2016. - Просечна посета 18 000 гледалаца по утакмици.

## Статистика играча

### Есеји
- Џејсон Најтингел, Нови Зеланд  - 11 есеја
- Рајан Хал, Енглеска  - 11 есеја
- Грег Инглис, Аустралија  - 10
- Били Слетер, Аустралија  - 8
- Сем Томкинс, Енглеска  - 6
- Сем Перет, Нови Зеланд - 6
- Џуниор Сеу, Нови Зеланд  - 6.

### Поени
- Џонатан Турстон, Аустралија  - 126 поена
- Камерон Смит, Аустралија  - 68
- Кевин Синфилд, Енглеска  - 58
- Бенџи Маршал, Нови Зеланд  - 58
- Герет Видоп, Енглеска  - 48.